# Comuna Grindu, Tulcea
Grindu este o comună în județul Tulcea, Dobrogea, România, formată numai din satul de reședință cu același nume.

## Stema
Stema comunei Grindu se compune dintr-un scut triunghiular cu marginile rotunjite, tăiat. În partea superioară, în câmp roșu, se află o pisică sălbatică de aur, privind spre dreapta. În partea inferioară, în câmp albastru, se află un caiac cu o pânză, 8 vâsle și cârmă, cu prova spre stânga, totul de argint; în dreapta caiacului se află o cruce cu brațe inegale asuprind o semilună, totul de argint; în vârful scutului se află un brâu undat de argint, încărcat cu trei pești negri, orientați spre dreapta. Scutul este trimbrat de o coroană murală de argint cu un turn crenelat.
Semnificațiile elementelor însumate:
Pisica sălbatică simbolizează vechiul nume al localității, Pisica, precum și Cotul Pisicii, cotitura în unghi drept pe care fluviul Dunărea o face în acest loc. Caiacul și crucea asuprind semiluna semnifică legenda întemeierii acestei localități încă din secolul al XVIII-lea. Brâul undat și peștii reprezintă ocupația de bază a locuitorilor din zonă, respectiv piscicultura.
Coroana murală cu un turn crenelat semnifică rangul de comună.

## Demografie
Componența etnică a comunei Grindu
     Români (94,57%)
     Alte etnii (0%)
     Necunoscută (5,43%)
Componența confesională a comunei Grindu
     Ortodocși (93,94%)
     Alte religii (0,55%)
     Necunoscută (5,51%)
Conform recensământului efectuat în 2021, populația comunei Grindu se ridică la 1.271 de locuitori, în scădere față de recensământul anterior din 2011, când fuseseră înregistrați 1.356 de locuitori. Majoritatea locuitorilor sunt români (94,57%), iar pentru 5,43% nu se cunoaște apartenența etnică. Din punct de vedere confesional, majoritatea locuitorilor sunt ortodocși (93,94%), iar pentru 5,51% nu se cunoaște apartenența confesională.

## Politică și administrație
Comuna Grindu este administrată de un primar și un consiliu local compus din 9 consilieri. Primarul, Neculai Neagu[*], de la Partidul Național Liberal, este în funcție din 2008. Începând cu alegerile locale din 2024, consiliul local are următoarea componență pe partide politice:
|  | Partid                    | Consilieri | Componența Consiliului | Componența Consiliului | Componența Consiliului | Componența Consiliului | Componența Consiliului |
|  | ------------------------- | ---------- | ---------------------- | ---------------------- | ---------------------- | ---------------------- | ---------------------- |
|  | Partidul Național Liberal | 5          |                        |                        |                        |                        |                        |
|  | Partidul S.O.S. România   | 3          |                        |                        |                        |                        |                        |
|  | Partidul Social Democrat  | 1          |                        |                        |                        |                        |                        |